# Општина Драганешти (Прахова)
Драганешти (рум. Drăgăneşti) општина је у Румунији у округу Прахова.
Oпштина се налази на надморској висини од 76 m.